# Jan Rak (1906–1968)
Jan Rak (ur. 19 grudnia 1906 w Chańczy, zm. 13 czerwca 1968) – polski działacz ruchu ludowego, starosta buski.

## Życiorys
Urodził się w rodzinie chłopskiej. Po ukończeniu Szkoły Rolniczej w Puławach, kontynuował  naukę w gimnazjum w Staszowie. W 1922 r. wstąpił do ZMW RP „Wici” a w 1924 r. został członkiem Polskiego Stronnictwa Ludowego „Wyzwolenie”. Za działalność w   Niezależnej Partii Chłopskiej został aresztowany i skazany na 5 lat więzienia.
Tuż przed uchwyceniem przez armię czerwoną przyczółka sandomierskiego w zagrodzie Jana Raka w Chańczy odbyło się 23 lipca 1944 r.  pierwsze posiedzenie konspiracyjnej Kieleckiej Wojewódzkiej Rady Narodowej z udziałem około 30 delegatów, wśród których byli m.in. Józef Ozga Michalski, Józef Maślanka i Franciszek Kucybała.  Pod koniec okupacji Jan Rak organizował konspiracyjną  Powiatową Radę Narodową w Stopnicy.  31 sierpnia 1944 r. został mianowany starostą powiatu stopnickiego z siedzibą w Rytwianach, a po 13 stycznia 1945 r. został starostą powiatowym w Busku Zdroju. Funkcję tę pełnił do 1946 r. Po 1949 r. nie prowadził działalności politycznej. Zmarł 13 czerwca 1968 r.